# Somogyzsitfa
Somogyzsitfa község Somogy vármegyében, a Marcali járásban.

## Fekvése
Balatonszentgyörgytől délre, Marcalitól nyugatra, a Marcali-hát nyugati oldalán fekszik. Három részből áll: északon Somogyfehéregyház, középen Felsőzsitfa, délen pedig Szőcsénypuszta terül el. Központján észak-déli irányban a 6803-as út halad végig, amiből nyugat felé, Csákány és Szőkedencs irányába itt ágazik ki a 6812-es út. Szőcsénypuszta településrészt a 6803-as mellett a Marcali-Galambok közti 6805-ös út is érinti.
Szőlő- és borgazdasági szempontból a Balatonboglári borvidék részét képezi.

## Története

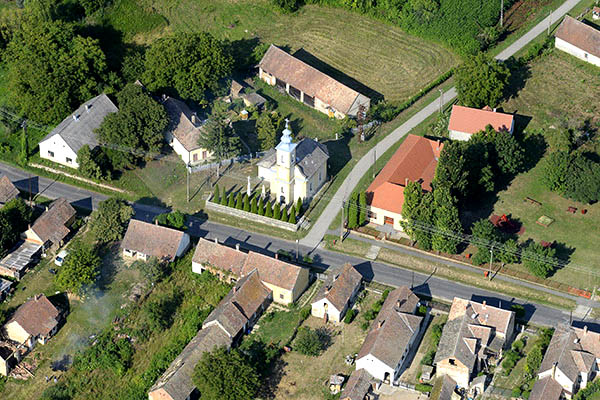

1950-ben jött létre az addig önálló Felsőzsitfa és Somogyfejéregyház községek egyesítésével.
Felsőzsitfa és Somogyfehéregyház a 20. század elején Somogy vármegye Marczali járásához tartozott. Felsőzsitfának 1910-ben 770 lakosa volt, melyből 769 magyar volt. Ebből 755 római katolikus, 11 evangélikus volt.
Somogyfehéregyházának 1910-ben 422 magyar lakosa volt. Ebből 419 római katolikus, 3 izraelita volt.

### Felsőzsitfa
Felsőzsitfa nevét a középkorban Sikova, majd Felső-Zsitva alakban említették az oklevelek, és a Bő nemzetség ősi birtokaihoz tartozott. E nemzetségből származott Trepk (1280-1309.), aki a Sárközy Ibrahim birtokain okozott károk pótlására kénytelen volt itteni birtokait neki átengedni. 1449-ben a Laki Thúz, a Szőcsényi és a Létai családok birtoka volt. A 15. században a szakácsi pálosoknak is volt itt birtokuk, majd 1506-ban a Keresztúri család volt a földesura. Neve az 1536évi adólajstromban Sytwa alakban fordult elő. 1550-ben Alya Mátyás volt a birtokosa, de ekkor már elpusztult helységként szerepelt az adólajstromban. Az 1583 évi adólajstrom szerint Tahy István birtoka volt.
1715-ben csak 9 háztartást találtak itt, egy 1703 körüli időkből való összeírás szerint csak puszta és Sankó (Zankó) Miklós és Boldizsár tulajdona. 1733-ban Jankovics Istváné és a Jankovics családé maradt egészen a 19. század közepéig. 1856-ban gróf Széchenyi Pálé, 1872-ben a Véssey család tulajdonába került és Véssey Sándor, a hozzátartozó Szőcsény-pusztával együtt, hitbizományi birtokká alakította. Ugyanő építtette a szőcsényi csinos kastélyt is.

### Szőcsény
Szőcsény nevét 1254-ben Zeuchen alakban írva említették először az oklevelek. A településnek az 1411-1413 közötti években már plébániája is volt, 1436-ban pedig a szakácsi pálosoknak voltak itt birtokaik. 1449-ben a Laki Thúz, a Létai és a Szőcsényi családok birtoka volt. 1484-1500 között Lak (a mai Öreglak) tartozékai között szerepelt. 1549-ben Korláthkőy Annát iktatták birtokába, 1550-ben pedig Zékel Ferenc volt a földesura. 1559-ben Tahy Ferencz és neje, Zrínyi Ilona, vásárolták meg. Az 1563 évi török kincstári adólajstromban még 8 házzal szerepelt. Az 1701-1703 körül kelt összeírás szerint Zankó Miklós és Boldizsár voltak az urai, 1733-ban pedig részben Jankovics Istváné volt, a 20. század elején Véssey Lajos birtokaként említették.

### Somogyfejéregyház
Somogyfejéregyház (Fejéregyház) Árpád-kori település. Nevét 1299-ben már említette oklevél. 1368-ban I. Lajos király fiúsította itteni birtokaikba Fejéregyházi György leányát, Katics asszonyt; de a Szobi családnak is volt itt birtoka. Plébániáját az 1332-1337 évi, valamint az 1402 évi pápai tizedjegyzék is említette. 1536-ban a lövöldi perjel, 1550-ben Alya Máté birtoka, de ekkor csupán 1 portája volt. 1580-ban í török kincstári adólajstrom szerint 8 házból állt. 1703 körül már csak puszta és a Festetics család birtoka, később pedig az esztergomi főkáptalané lett, a káptalan volt a legnagyobb birtokosa a 20. század elején is.

## Közélete

### Polgármesterei
- 1990–1994: Kaszás József (független)[4]
- 1994–1998: Dr. Kocsis László (független)[5]
- 1998–2002: Kaszás József  (független)[6]
- 2002–2006: Kaszás József Sándor (független)[7]
- 2006–2010: Nagy László (Ottó) (független)[8][9]
- 2010–2014: Nagy László Ottó (független)[10]
- 2014–2019: Papp János (független)[11]
- 2019–2024: Árvai Zoltán (független)[12]
- 2024– : Komlódi Norbert (független)[1]

## Népesség
A település népességének változása:
| Lakosok száma | 577  | 579  | 584  | 542  | 506  | 517  | 512  |
|               | 2013 | 2014 | 2015 | 2021 | 2022 | 2023 | 2024 |

A 2011-es népszámlálás során a lakosok 77%-a magyarnak, 5,6% cigánynak, 1,6% németnek mondta magát (21,8% nem nyilatkozott; a kettős identitások miatt a végösszeg nagyobb lehet 100%-nál). A vallási megoszlás a következő volt: római katolikus 59,3%, református 2,3%, evangélikus 1%, felekezet nélküli 12,8% (24,2% nem nyilatkozott).
2022-ben a lakosság 82,6%-a vallotta magát magyarnak, 6,5% németnek, 2,4% cigánynak, 0,4% románnak, 0,2% horvátnak, 0,2% görögnek, 0,2% szlováknak, 1% egyéb, nem hazai nemzetiségűnek (12,3% nem nyilatkozott; a kettős identitások miatt a végösszeg nagyobb lehet 100%-nál). Vallásuk szerint 32,2% volt római katolikus, 0,6% evangélikus, 0,4% református, 0,2% görög katolikus, 1% egyéb keresztény, 2,6% egyéb katolikus, 10,9% felekezeten kívüli (52,2% nem válaszolt).

## Nevezetességei
- Felsőzsitfa-Csákány között középkori földvár, a csákányi vár elővára, az 1800-as évek végén árkában buzogányt találtak.

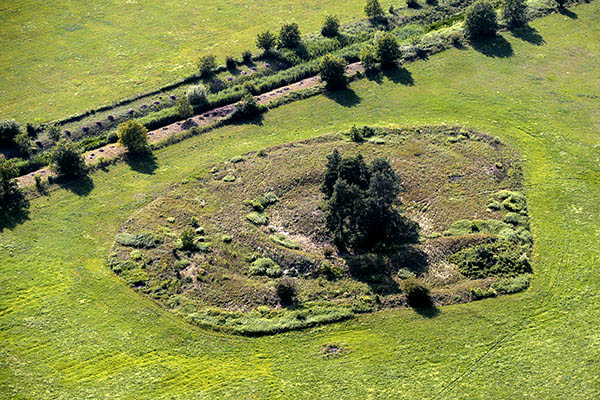
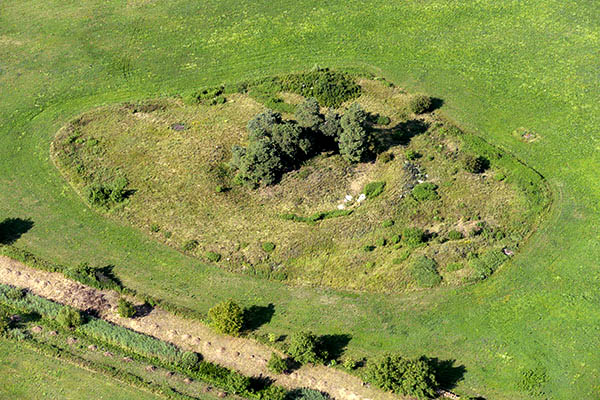

- Szőcsénypusztán középkori vár sáncai, a belső várban 14. századi kápolna.
- Szőcsénypusztán Véssey-kastély, ma mezőgazdasági szakiskola

## Képek

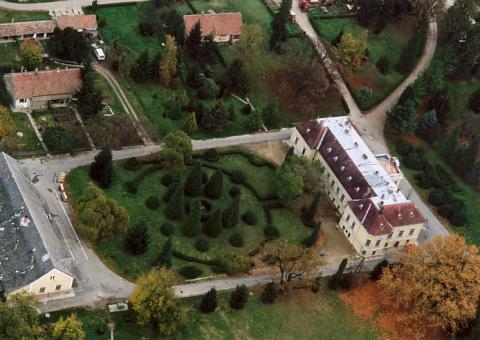
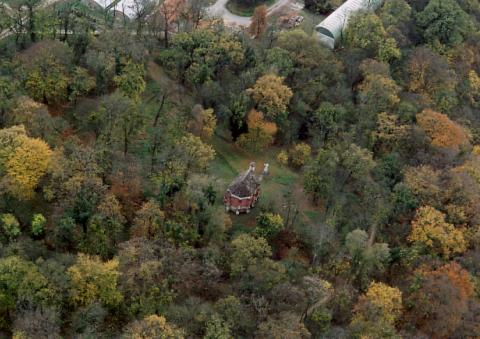
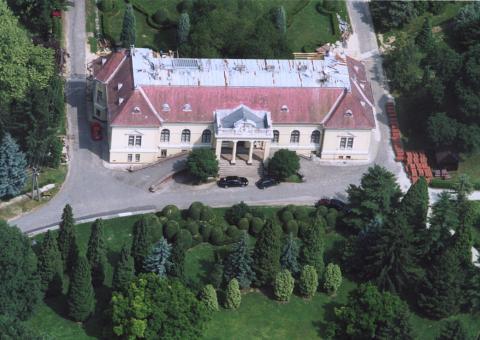
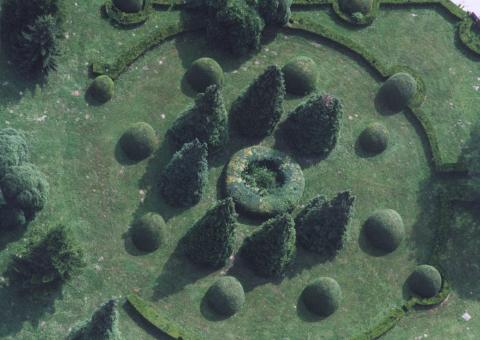
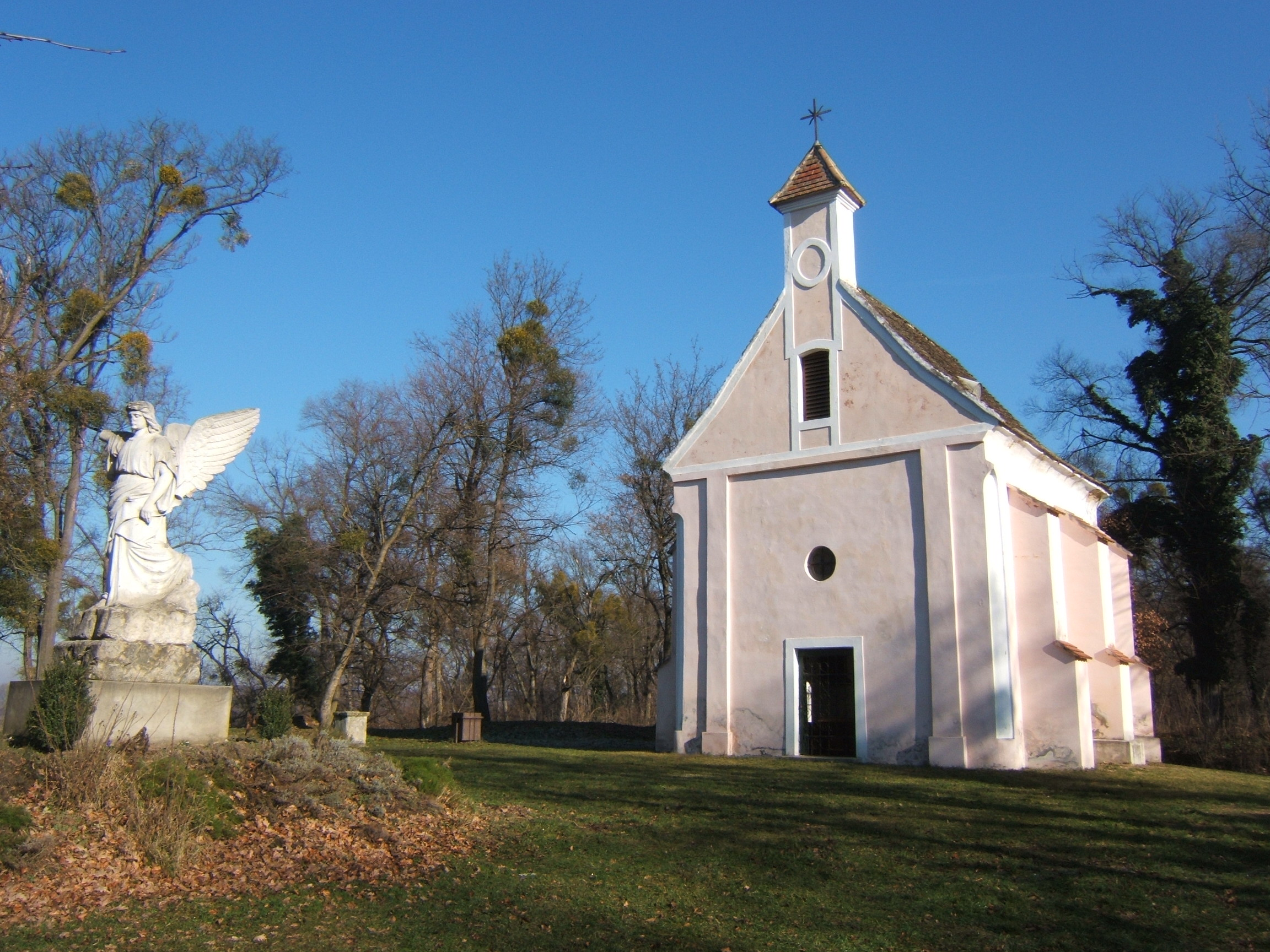
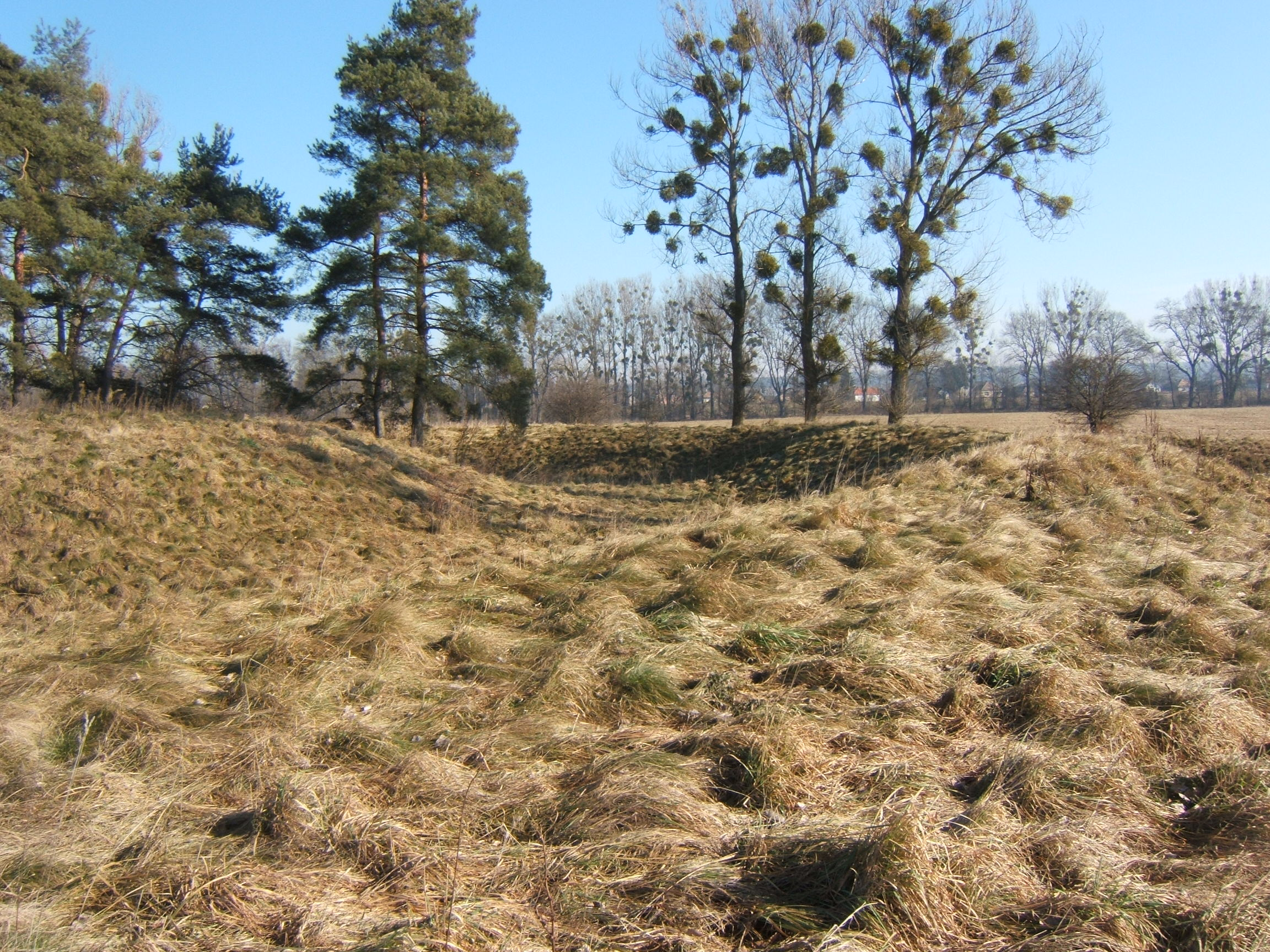
A Csákány felé eső földvár sáncai